# Амудари
Амуда̀ри (на гръцки: Αμμουδάρι) е село в Република Гърция, разположено на остров Крит. Селото е част от дем Сфакия и има население от 200 души.

## Личности
Родени в Амудари
- Георгиос Цондос (1871 – 1942), гръцки офицер, деец на гръцката въоръжена пропаганда в Македония
- Михаил Цондос, деец на гръцката въоръжена пропаганда в Македония